# 圣康斯坦 (康塔尔省)
圣康斯坦（法語：Saint-Constant，法語發音：[sɛ̃ kɔ̃stɑ̃]）是法国康塔尔省的一个旧市镇，属于欧里亚克区。2016年，圣康斯坦与市镇富尔努莱斯合并为新市镇圣康斯坦-富尔努莱斯。

## 地理
圣康斯坦（44°41'5"N, 2°13'53"E）面积21.8 平方千米，位于法国奥弗涅-罗讷-阿尔卑斯大区康塔爾省，该省份为法国中南部省份，位于法國中央高原中心，北起科雷兹省、上盧瓦爾省和多姆山省，西接洛特省和科雷兹省，南至阿韦龙省和洛特省，东临上盧瓦爾省和洛泽尔省。
与圣康斯坦接壤的市镇（或旧市镇、城区）包括：圣桑坦、富尔努莱斯、莱纳克、莫尔斯、穆尔茹、圣艾蒂安德莫尔斯、圣桑坦德莫尔斯、勒特里尤卢。

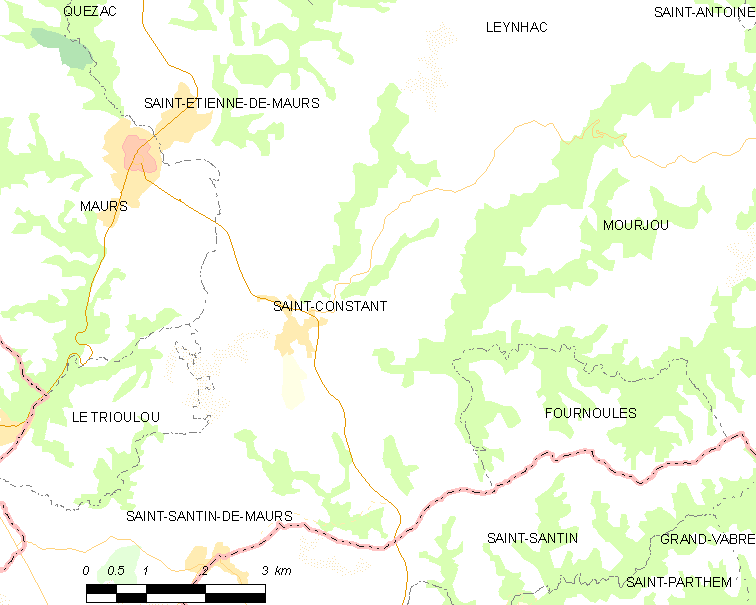
的OSM定位图

圣康斯坦的时区为UTC+01:00、UTC+02:00（夏令时）。

## 行政
圣康斯坦的邮政编码为15600，INSEE市镇编码为15181。

## 政治
圣康斯坦所属的省级选区为莫尔斯县。

## 人口

1962-2008年间人口变化图示

圣康斯坦于2018年1月1日时的人口数量为529人。